# Kaapse rotsspringer
De Kaapse rotsspringer (Chaetops frenatus) is een zangvogel uit de familie Chaetopidae (Rotsspringers).

## Verspreiding en leefgebied
Deze soort is endemisch in het zuiden van Zuid-Afrika.

## Status
De grootte van de populatie is in 2016 geschat op 22.000-40.000 volwassen vogels. Het verspreidingsgebied is klein en uit monitoringsdata blijkt dat de aantallen licht  dalen. Op de Rode lijst van de IUCN heeft deze soort daarom de status gevoelig.